# 反物质武器
反物质武器是一种以反物质作为能量，推进剂或爆炸物，拥有超强大力量的梦想武器。目前其还僅存在于科幻小说或電子遊戲中。但美国空军已经对其可能的军事用途，包括毁灭性效果产生了兴趣。自从冷战开始，其就开始资助反物质相关的物理研究。其主要的理论优势是物质与反物质相撞会将將近100%质量转化成能量(高能伽玛射线)，而利用核聚变反应的氢弹则大约是只有1%的質能轉換。但一旦發明出來且觸發，極為可能造成人類浩劫，太多反物質武器甚至造成世界毀滅。

## 技術問題
建立反物質武器的最大障礙在於產生與存儲反物質。一公克反物質與一公克對消滅的物質，可以產生180萬億焦耳的能量，相當於4.3萬噸的TNT炸藥。 但是以現有的技術，需要昂貴且龐大的粒子加速器，並投入相當於大城市的總用電量的能量，才能獲得極少數的反物質，且極難保存。即使使用現時最大粒子加速器的歐洲核子研究組織，也需要41.2315億年時間才能生產出一公克反物質。同時，因為反物質會和普通物質湮滅，在真實作戰時如何攜帶反物質也是一個大問題。

## 虛構作品
小说
- 《天使与魔鬼》，丹·布朗小说
- 《三体III》（反物质子弹）
- 《白垩纪往事》
- 《銃皇無盡的法夫納》（紫龍的能力「絕對矛盾」之一——反物質彈）

漫畫
- ARMS神臂的魔獸
- 極黑的布倫希爾特中藤崎 真子的武器之一
- 暗殺教室中，柳澤嘗試於生命的細胞週期內嵌入反物質的週期來製造龐大的能量，進而產生出為了能夠承載巨大能量而銳化的「觸手」

電影
- 天煞-地球反擊戰中的激光炮
- 天使與魔鬼中的反物質
- 痞子英雄首部曲：全面開戰中的反物質炸彈

遊戲
- 全民槍戰中的反物質戰劍
- 第3次超級機器人大戰α 終焉之銀河 中的枪魔神
- 星战前夜 中的战舰
- 邊緣世界 中的简易反粒子弹头陷阱[1]
- 逐光：啟航中的湮滅核心
- 死亡擱淺 中的反物質炸彈

動漫
- 鋼彈 Reconguista in G G-SELF 完全背包的武器「光子魚雷」（本名反物質導彈，利用低溫對消原理消滅敵人）
- 機動戰士高達SEED及機動戰士高達SEED Destiny中，不少戰艦、大型MS及MA裝有「陽電子炮」
- 宇宙戰艦大和號中的「陽電子衝擊炮」

## 外部連結
- Spotlight on "Angels and Demons" A discussion at CERN's public website on the viability of the use of antimatter for energy and weaponry.

- "Air Force pursuing antimatter weapons: Program was touted publicly, then came official gag order"（页面存档备份，存于）

- "Exotic weapons: What's New establishes the 'Excalibur Prize'" by Bob Park

- Page discussing the possibility of using antimatter as a trigger for a thermonuclear explosion（页面存档备份，存于）

- Paper discussing the number of antiprotons required to ignite a thermonuclear weapon.（页面存档备份，存于）

Template:新兴技术